# Parafia Matki Bożej Częstochowskiej w Charzykowach
Parafia Matki Bożej Częstochowskiej w Charzykowach – rzymskokatolicka parafia należąca do  dekanatu Chojnice diecezji pelplińskiej. Erygowana w 1979. Mieści się przy ulicy Długiej.

## Terytorium parafii
Na obszarze parafii leżą miejscowości: Bachorze, Chojniczki, Funka, Jarcewo, Łukomie, Stary Młyn, Wolność.